# Matoor, Virajpet
Matoor là một làng thuộc tehsil Virajpet, huyện Kodagu, bang Karnataka, Ấn Độ.